# Jacques Grüber

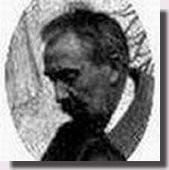
Jacques Grüber

Jacques Grüber (Sundhouse, 25 de enero de 1870-París, 15 de diciembre de 1936) fue un artista plástico, ebanista y maestro vidriero francés.
Tras comenzar en la Escuela de Bellas Artes de Nancy donde luego sería profesor, gracias a una beca de la ciudad de Nancy continuó su formación en París con Gustave Moreau.
En 1893 realizó decoraciones de vasos para Daum, de muebles para Majorelle y de cubiertas de libros para René Wiener.
En 1897 fundó su propio taller donde se especializó en vidrio y vitrales, y en 1901 fue uno de los fundadores de la École de Nancy. En 1914, se mudó a París donde abrió un taller en el XIV Distrito.
Es padre del pintor Francis Gruber y de Jean-Jacques Grüber, quien también se especializó en el arte del vidrio. 

## Vitrales

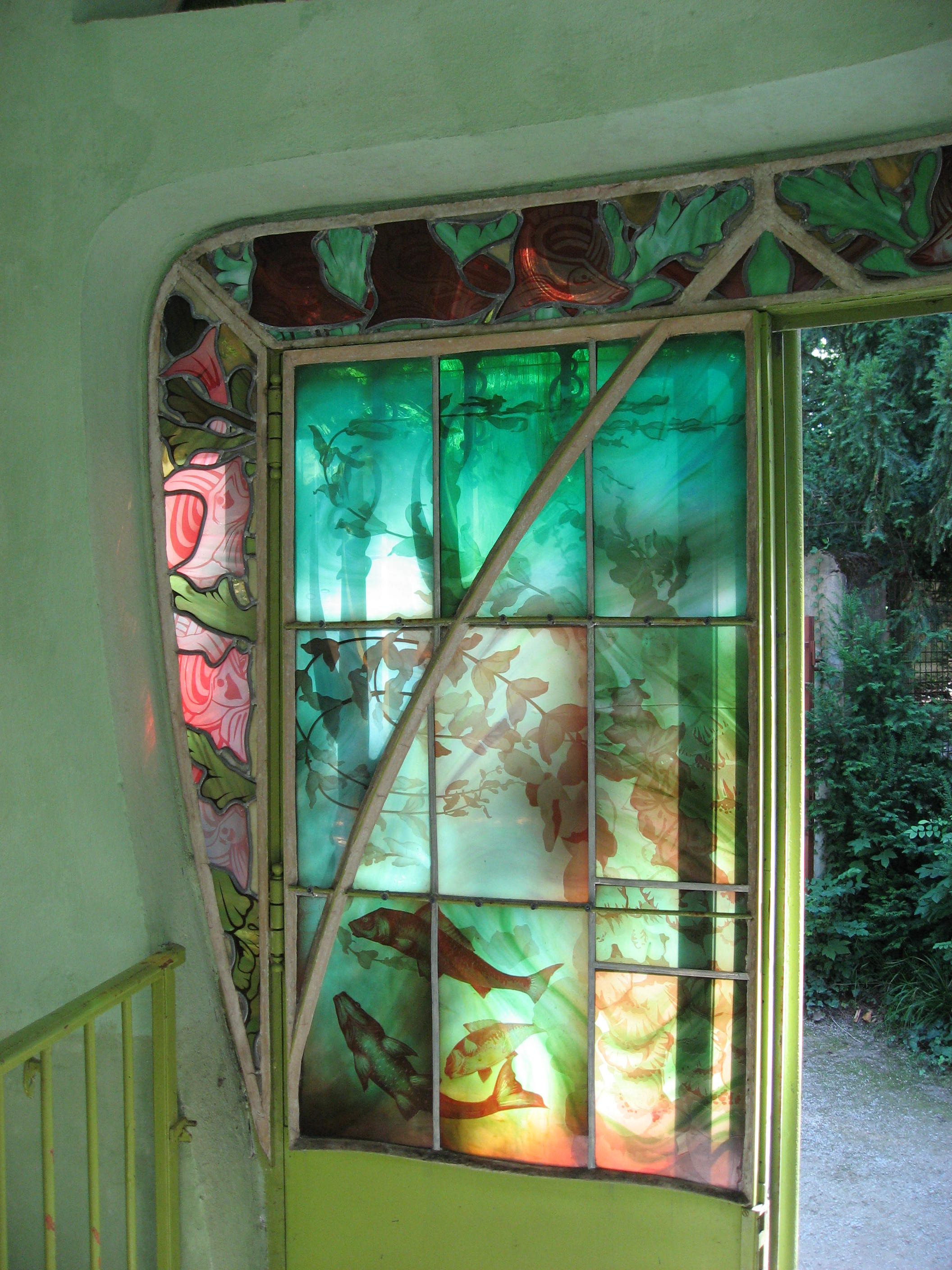
Musée de l'École de Nancy
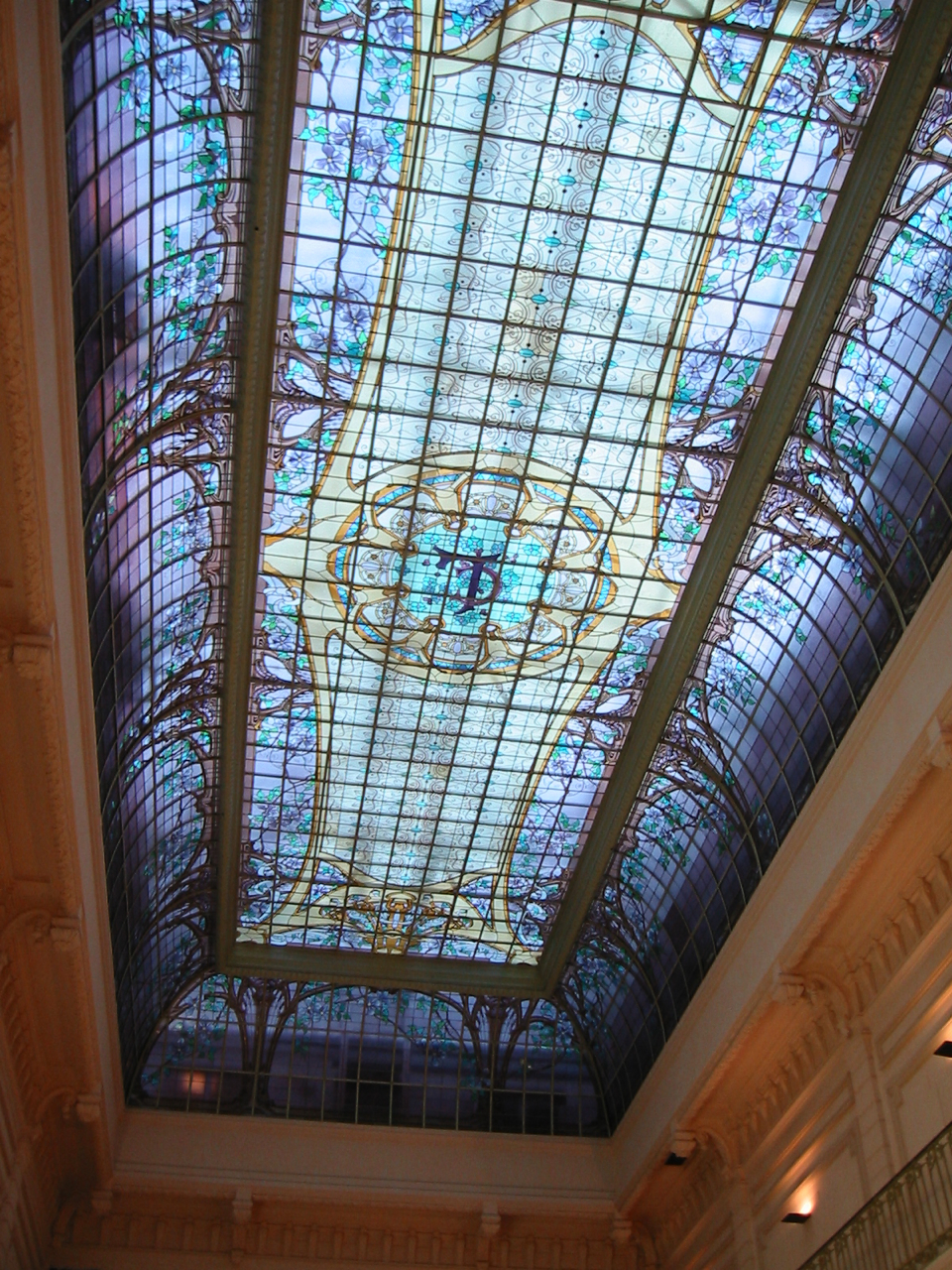
Nancy
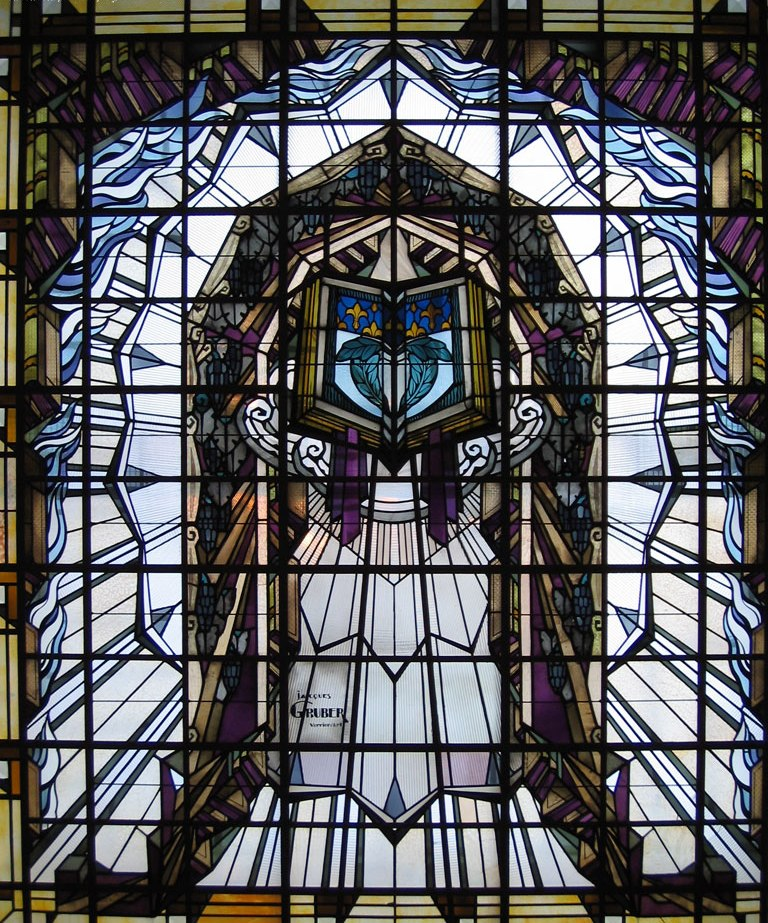
Reims
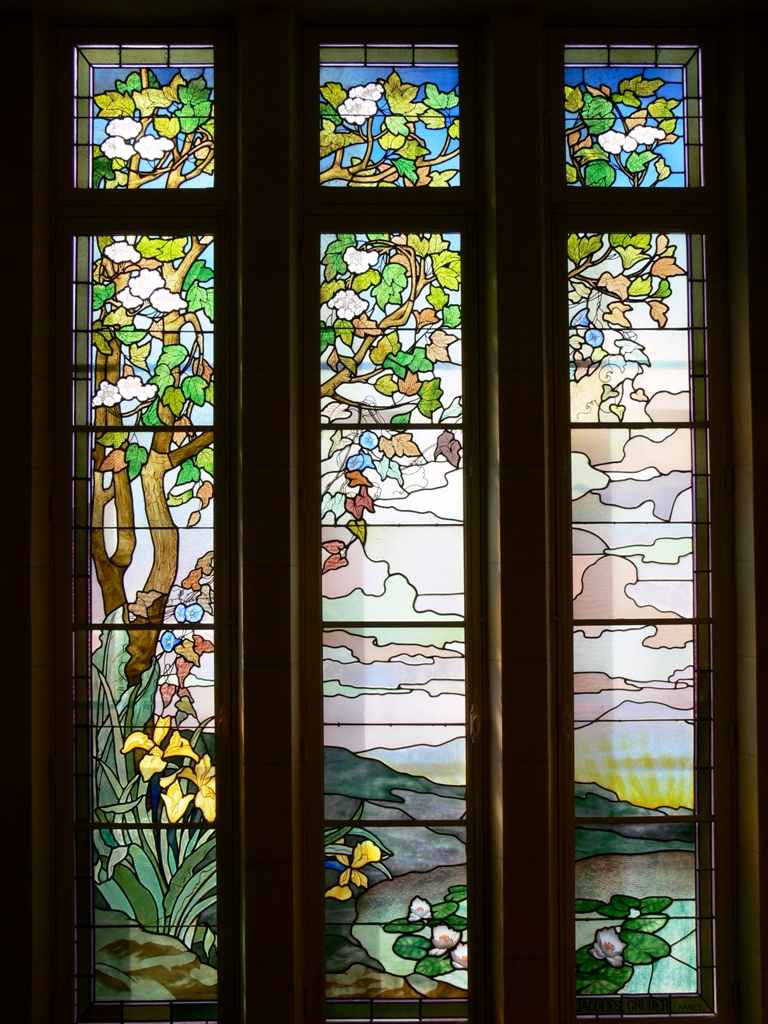
Euville
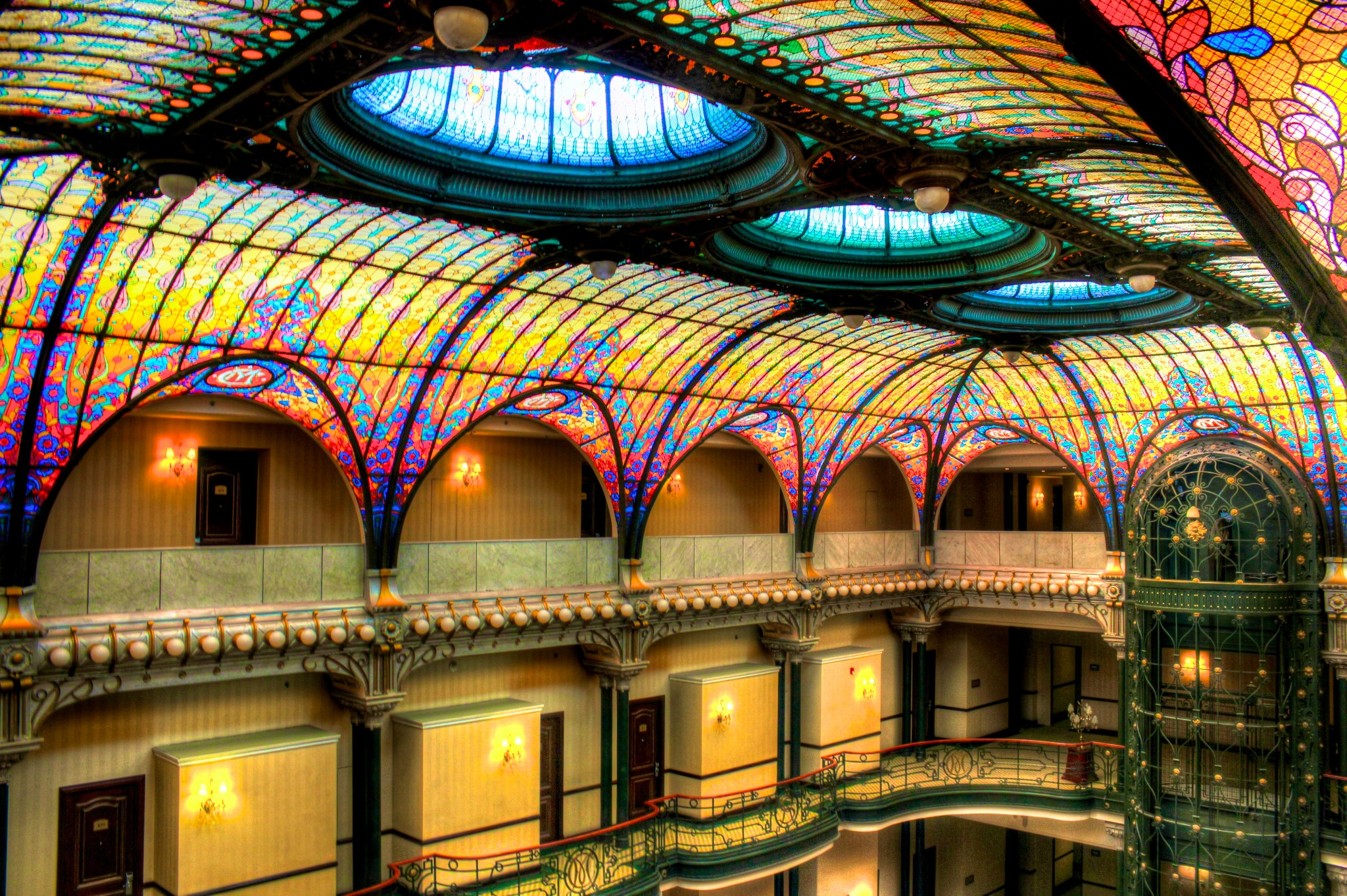
México
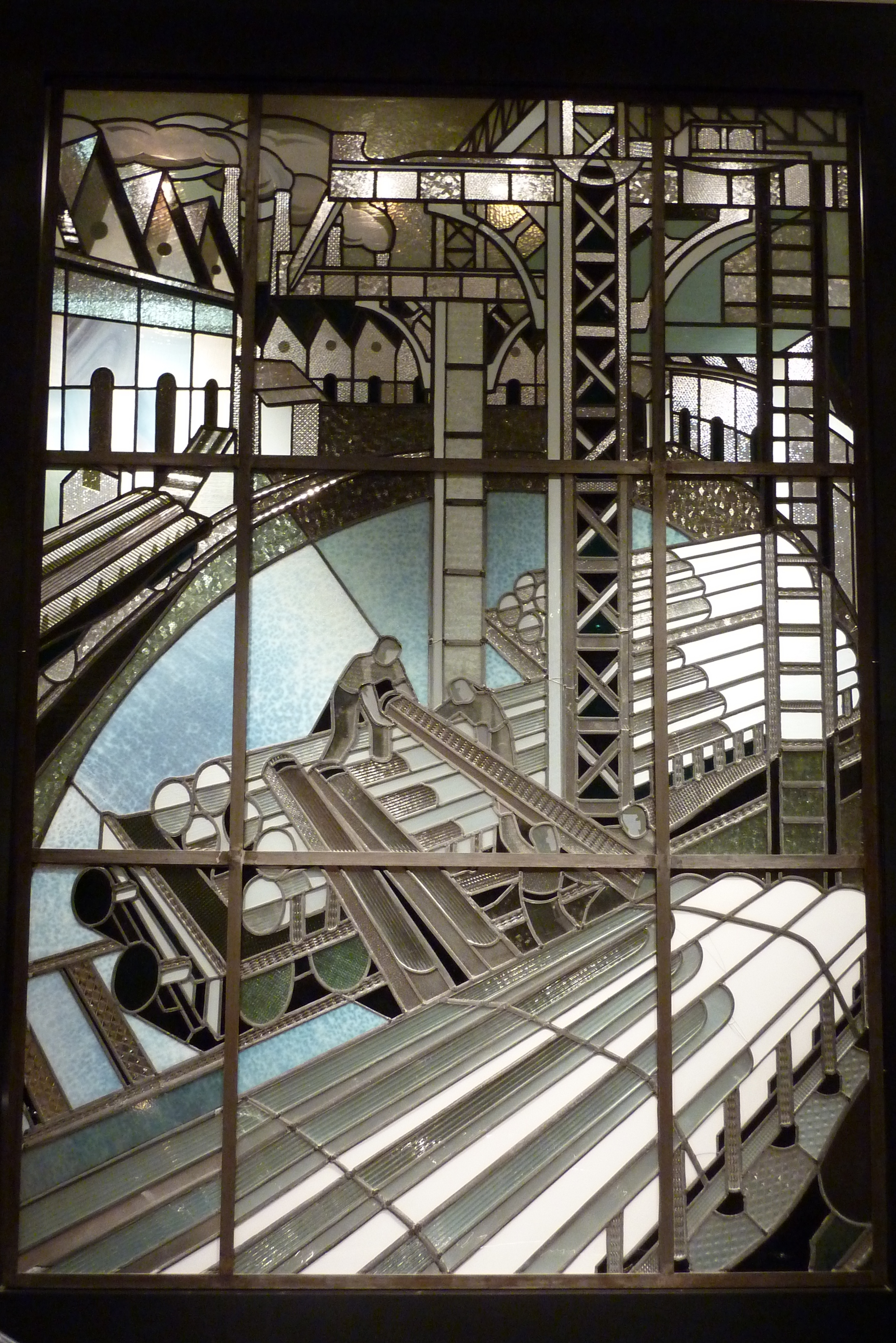
Musée des Arts Décoratifs, Paris
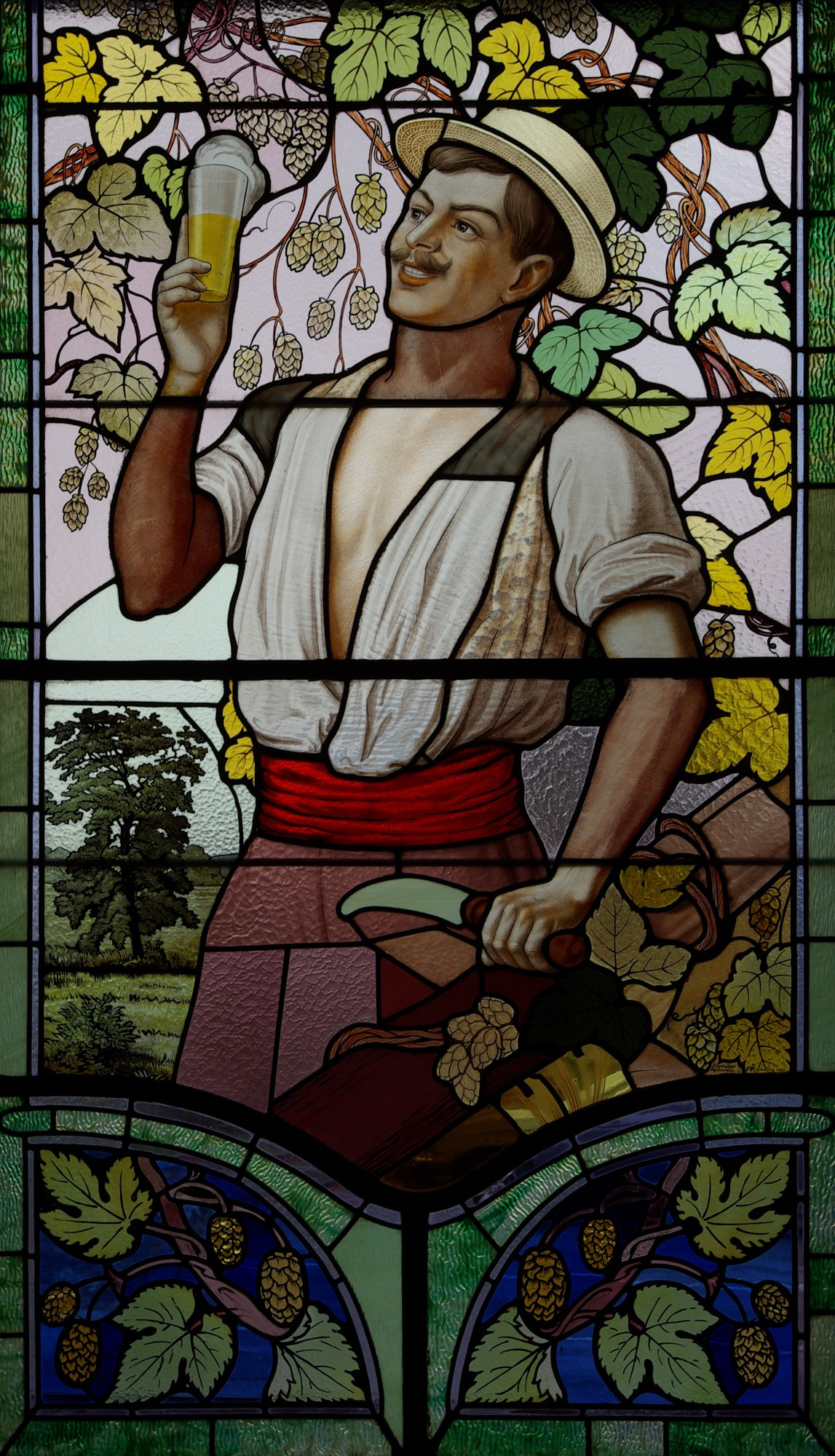
Saint-Nicolas de Port, France